# Psykisk Testbild
Psykisk Testbild je první EP / demo švédské metalové kapely Meshuggah. Ačkoliv je album známo jako Psykisk Testbild (česky - Sociologický obrázkový test), tento název ale není nikde na desce včetně obalu uveden.

## Seznam Skladeb
1. "Cadaverous Mastication" - 7:32
2. "Sovereignes Morbidity" - 4:31
3. "The Debt of Nature" - 7:20

## Sestava
- Jens Kidman – zpěv
- Niclas Lundgren – bicí
- Peter Nordin – baskytara
- Fredrik Thordendal – sólová/doprovodná kytara